# Contrasenya

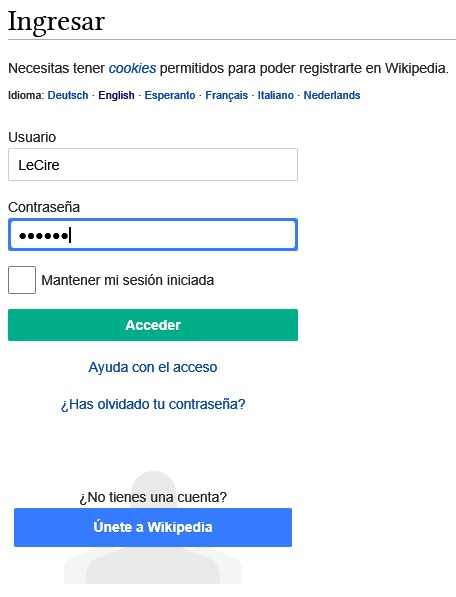
Utilització d'una contrasenya a la Viquipèdia

Una contrasenya, clau d'accés o mot de pas (en algun programari apareix denominada com a password provinent de l'anglès), és una forma d'autentificació que utilitza informació secreta per controlar l'accés a un recurs. La contrasenya normalment ha de mantenir-se en secret davant d'aquells a qui no es permet l'accés. L'ordinador sol·licita una clau a qui vulgui accedir i només es podrà accedir si es coneix.
L'ús de contrasenyes es remunta a l'antiguitat: els sentinelles que vigilaven una posició sol·licitaven el «sant i senya» al que volgués passar. Només li permetien l'accés a aquella persona que coneixia el senyal. En l'era tecnològica, les contrasenyes són usades comunament per controlar l'accés a  sistemes operatius d'ordinadors protegides telèfons mòbils, descodificadors de TV per cable, caixers automàtics d'efectiu, etc. Un típic ordinador pot fer ús de contrasenyes per a diferents propòsits, incloent connexions a comptes d'usuari, accedint al correu electrònic dels servidors, accedint a bases de dades, xarxes, i pàgines web, i fins i tot per llegir notícies en els periòdics (diaris) electrònics.
En la llengua anglesa es tenen dues denominacions distintives per a les contrasenyes: password (paraula d'accés) i pass code (codi d'accés), on la primera no implica necessàriament fer servir alguna paraula existent (però, és normal emprar alguna paraula familiar o de fàcil memorització per part de l'usuari), la primera sol associar-se també a l'ús de codis alfanumèrics (també anomenat PIT - Personal Identification Text), mentre que la segona freqüentment es lliga a la utilització d'algun codi numèric (també anomenat PIN-Personal Identification Number). Això passa igualment en català, ja que en ocasions clau i contrasenya s'usen indistintament.

## Balanç entre seguretat i comoditat
Encara que amb excepcions, com més còmoda de recordar sigui una contrasenya implicarà una major facilitat per a un atacant de endevinar-la. És a dir, si algun recurs està protegit per una contrasenya, llavors la seguretat s'incrementa amb el conseqüent augment de molèstia per als usuaris. El nivell de seguretat és inherent donada una política de contrasenyes en particular, que està influïda per diversos factors que s'esmentaran a continuació. No obstant això, no existeix un mètode únic que sigui doncs el millor per definir un balanç adequat entre la seguretat i comoditat d'accés directe abans de res.
Alguns sistemes protegits per contrasenyes plantegen pocs o cap risc als usuaris si aquests es revelen, per exemple, una contrasenya que permeti l'accés a la informació d'un lloc web gratuït. Altres plantegen un modest risc econòmic o de privacitat, per exemple, una contrasenya utilitzada per accedir al correu electrònic, o alguna contrasenya per algun mòbil. Així i tot, en altres situacions, pot tenir conseqüències severes, si la contrasenya és revelada. Per exemple, com les situacions per limitar l'accés d'expedients sobre tractaments de l'la sida o el control d'estacions d'energia.

## Factors en la seguretat d'un sistema de contrasenyes
La seguretat d'un sistema protegit per contrasenya depèn de diversos factors. El sistema ha d'estar dissenyat per sondejar la seguretat (Veure seguretat i inseguretat d'ordinadors). Aquí es presenten alguns problemes sobre l'administració de contrasenyes que s'han de considerar:

### Possibilitat que algun atacant pugui endevinar o inventar la contrasenya
La possibilitat que algun atacant pugui proporcionar una contrasenya que va endevinar és un factor clau en determinar la seguretat d'un sistema. Alguns sistemes imposen un límit de temps després que succeeix un petit nombre d'intents fallits de proporcionar la clau. Com que no tenen altres vulnerabilitats, aquests sistemes poden estar relativament segurs amb simples contrasenyes, mentre aquestes no siguin fàcilment deduïbles, en no assignar dades fàcilment coneguts com a noms de familiars o de mascotes, el nombre de matrícula de l'automòbil o contrasenyes senzilles com "administrador" o "1234".
Altres sistemes emmagatzemen o transmeten una pista a manera de suggeriment de recordatori de la contrasenya, de manera que la pròpia pista pot ser fonamental per a l'accés d'algun atacant. Quan això passa, (i sol ser comú), l'atacant intentarà subministrar contrasenyes freqüentment en una alta proporció, potser utilitzant llistes extensament conegudes de contrasenyes comuns. També estan subjectes a un alt grau de vulnerabilitat aquelles contrasenyes que s'usen per generar claus criptogràfiques, per exemple, xifrat de discos, o seguretat wifi, per tant són necessàries contrasenyes més inaccessibles en aquests casos.

### Formes d'emmagatzemar contrasenyes
Alguns sistemes emmagatzemen contrasenyes com arxius de text. Si algun atacant troba l'accés a l'arxiu que contenen les contrasenyes, llavors totes aquestes es trobaran compromeses. Si alguns usuaris fan servir diferents comptes, aquestes estaran compromeses d'igual manera. Els millors sistemes emmagatzemen les contrasenyes en una forma de protecció criptogràfica, així, l'accés a la contrasenya serà més difícil per a algun espia que hagi guanyat l'accés intern al sistema, tot i que la validació encara segueix sent possible.
Un esquema criptogràfic comú emmagatzema solament el text de la contrasenya codificat, conegut com a hash. Quan un usuari tecleja la contrasenya en aquest tipus de sistema, es genera a partir de la contrasenya i mitjançant un algoritme el codi hash equivalent per a aquesta contrasenya, i si el resultant (hash) coincideix amb el valor emmagatzemat, es permet l'accés a l'usuari.
Roger Needham invented the now common approach of storing only a "hashed" form of the plaintext password.
El text codificat de la contrasenya es crea en aplicar una funció criptogràfica usant la contrasenya i normalment, un altre valor conegut com a salt en anglès. El salt prevé que els atacants construeixin una llista de valors per a contrasenyes comuns. Les funcions criptogràfiques més comunes són la MD5 i SHA1. Una versió modificada de DES va ser utilitzada en els primers sistemes Unix.
Si la funció que emmagatzema la contrasenya està ben dissenyada, no és computacionalment factible revertir-la per trobar el text directament. No obstant això, si algun atacant té accés als valors (i molts sistemes no els protegeixen adequadament), pot usar gran quantitat d'eines disponibles per comparar els resultats xifrats de cada paraula dins d'una col·lecció, com un diccionari. Estan àmpliament disponibles llargues llistes de contrasenyes possibles en molts llenguatges i les eines intentaran diferents variacions.

### Mètode de retransmissió de la contrasenya a l'usuari
Les contrasenyes poden ser vulnerables a l'espionatge mentre són transmeses a la màquina d'autenticació o l'usuari. Si la contrasenya és portada com a senyal elèctric sobre un cablejat no assegurat entre el punt d'accés de l'usuari i el sistema central que controla la base de dades de la contrasenya, està subjecta a espionatge per mitjà de mètodes de connexions externes en el cablejat. Si aquesta és enviada per mitjà de Internet, qualsevol persona capaç de veure els paquets d'informació que contenen la informació d'accés pot espiar la contrasenya amb poques possibilitats de detecció. Els mòdem de cable poden ser més vulnerables a l'espionatge que els mòdems ADSL i les connexions telefòniques, l'ethernet pot estar o no subjecte a espionatge, depenent particularment de l'opció del maquinari de la xarxa i del cablejat. Algunes organitzacions han notat un increment significatiu dels comptes robades després que els usuaris es connectin per mitjà de connexions per cable.
El risc d'intercepció de les contrasenya manades per Internet poden ser reduïts amb una capa de transport de seguretat (TLS-Transport Layer Security, prèviament anomenada SSL) que s'integra en molts navegadors d'Internet. La majoria dels navegadors mostren una icona d'un cadenat tancat quan el TLS està en ús.

### Procediments per canviar les contrasenyes
Usualment, un sistema ha de proveir una manera de canviar una contrasenya, ja sigui perquè l'usuari sospiti que la contrasenya actual ha (o ha estat) descobert, o com a mesura de precaució. Si la nova contrasenya és introduïda en el sistema d'una manera no xifrada, la seguretat pot haver-se perdut fins i tot abans que la nova hagi estat instal·lada a la base de dades. Si la nova contrasenya va ser revelada a un empleat de confiança, es guanya poc. pàgines web inclouen l'opció de recordar la contrasenya d'un usuari d'una manera no xifrada al enviar-la per correu electrònic.
Els Sistemes d'Administració d'Identitat, s'utilitzen cada vegada més per automatitzar l'emissió de reemplaçaments per a contrasenyes perdudes. La identitat de l'usuari es verifica en realitzar algunes preguntes i comparar-les amb les que es tenen emmagatzemades. Preguntes típiques inclouen les següents: "On vas néixer?", "Quina és la teva pel·lícula favorita?", "Quin és el nom de la teva mascota?" En molts casos les respostes a aquestes preguntes poden ser endevinades, determinades amb una mica de recerca, o obtingudes a través d'estafa amb enginyeria social. Mentre que molts usuaris han estat advertits perquè mai revelin la seva contrasenya, molt pocs consideren el nom de la seva pel·lícula favorita per requerir aquest tipus de seguretat.

### Longevitat d'una contrasenya
El forçar als usuaris a que canviïn la contrasenya freqüentment (ja sigui semestralment, mensualment o en lapses més freqüents) assegura que una contrasenya vàlida en mans equivocades sigui eventualment inútil. Molts sistemes operatius proveeixen aquesta opció, encara que aquesta no s'usa universalment. Els beneficis de seguretat són limitats pel fet que els atacants freqüentment treuen profit d'una contrasenya tan aviat com aquesta és revelada. En molts casos, particularment amb els comptes d'administradors o comptes "arrel", una vegada que un cracker ha guanyat accés, pot realitzar alteracions al sistema operatiu que li permetran accessos futurs fins i tot si la contrasenya inicial ja ha expirat.
Forçar canvis de contrasenya freqüentment fa que els usuaris tendeixin a oblidar com és la contrasenya actual, i per això es dona la conseqüent temptació d'escriure les claus en llocs a la vista o que reutilitzin contrasenyes anteriors, la qual cosa nega qualsevol benefici de seguretat. En implementar aquest tipus de política cal una acurada consideració dels factors humans.

### Nombre d'usuaris per cada contrasenya
En algunes ocasions, una sola contrasenya controla l'accés d'un dispositiu, per exemple, per a la xarxa d'un router, o per a un telèfon mòbil. No obstant això, en el cas d'un sistema informàtic, una clau s'emmagatzema generalment per a cada nom d'usuari, d'aquesta manera fent que tots els accessos puguin ser detectables (excepte, és clar, en el cas d'usuaris que comparteixen la mateixa contrasenya) .
En aquests casos, un usuari potencial ha de proporcionar un nom i una contrasenya. Si l'usuari proveeix una contrasenya que coincideix amb l'emmagatzemat per al nom d'usuari, llavors se li permet l'accés al sistema de l'ordinador. Aquest també és el cas dels caixers automàtics, amb l'excepció que el nom d'usuari és el número de compte emmagatzemat en la targeta del client, i que el PIN és normalment molt curt (de 4 a 6 dígits).
L'assignació de contrasenyes separades a cada usuari d'un sistema és normalment més preferible que fer que una sola contrasenya sigui compartida per diversos usuaris legítims del sistema. Això es dona en part perquè la gent està més disposada a revelar a una altra persona (qui no pot estar autoritzada) una clau compartida que era exclusivament per al seu propi ús. Contrasenyes individuals per a cada usuari també són essencials si els usuaris són responsables per les seves activitats, com ara en els casos de transaccions financeres o consulta d'expedients mèdics.

### Disseny de programari protegit
Tècniques comunes utilitzades per millorar la seguretat de sistemes de programari protegides per contrasenyes inclouen:
- No repetir la contrasenya a la pantalla de visualització quan s'està accedint.
- Permetre contrasenyes d'una longitud adequada (alguns sistemes d'Unix limiten contrasenyes a 8 caràcters)
- Obligar que la contrasenya tingui algun caràcter especial i algun nombre
- Requerir als usuaris tornar a ingressar la contrasenya després d'un període d'inactivitat.
- Fer complir una política de contrasenyes per assegurar contrasenyes importants.
- Requerir periòdicament canvis de contrasenya.
- Assignar contrasenyes l'atzar.
- Proveir una opció alternativa a l'ús de teclats.
- En canviar la contrasenya, comprovar que no s'assembla a les contrasenyes anteriorment usades.

## Factors en la seguretat de contrasenyes individuals

### Probabilitat que una contrasenya pugui ser descoberta
Estudis en la producció de sistemes informàtics han indicat per dècades constantment que prop del 40% de les contrasenyes triades per usuaris es conjecturen fàcilment.
- Molts dels usuaris no canvien la contrasenya que ve predeterminada en molts dels sistemes de seguretat. Les llistes d'aquestes contrasenyes estan disponibles a Internet.

- Una contrasenya pot ser descoberta si un usuari tria com a contrasenya una dada personal que sigui fàcil d'esbrinar (per exemple: el nombre de ID o el número de compte d'un estudiant, el nom de la parella, la data d'aniversari, el número de telèfon, etc.). Les dades personals sobre individus estan ara disponibles en diferents fonts, moltes d'elles estan en línia, i poden obtenir-se freqüentment per algú que usi tècniques de enginyeria social, com actuar com un treballador social que realitza enquestes.

- Una contrasenya és vulnerable si pot trobar-se en una llista. Els diccionaris (freqüentment de forma electrònica) estan disponibles en molts llenguatges, i hi ha llistes de contrasenyes comuns.

- En proves sobre sistemes en viu, els atacs de diccionaris són rutinàriament encertats, de manera que el programari implementat en aquest tipus d'atacs ja es troba disponible per a molts sistemes. Una contrasenya molt curta, potser triada per conveniència, és més vulnerable si un hacker pot obtenir la versió criptogràfica de la contrasenya. Els ordinadors són en l'actualitat prou ràpids per intentar totes les contrasenyes en ordre alfabètic que tinguin menys de 7 caràcters, per exemple:

Una contrasenya feble seria una que fos molt curta o que fos per omissió, o una que pogués endevinar ràpidament en buscar una sèrie de paraules que és possible trobar en diccionaris, noms propis, paraules basades en variacions del nom de l'usuari. Una contrasenya forta ha de ser prou llarga, a l'atzar, o ser entenedora només per l'usuari que la va triar, de manera tal que l' 'endevinar' requereixi molt de temps. Aquest temps 'massa llarg' variarà segons l'atacant, els seus recursos, la facilitat amb la que la contrasenya es pugui descobrir, i la importància d'aquesta per l'atacant. Per tant, una clau d'un estudiant potser no valgui la pena per invertir més d'alguns segons a l'ordinador, mentre que la contrasenya per accedir al control d'una transferència de diners del sistema d'un banc pot valer diverses setmanes de treball en un ordinador.
'Fort' i 'feble' tenen significat només pel que fa a temptatives de descobrir la contrasenya d'un usuari, ja sigui per una persona que coneix a l'usuari, o un ordinador que tracti d'usar milions de combinacions. En aquest context, els termes poden tenir una precisió considerable. Però cal notar que una contrasenya 'forta' en aquest sentit pot ser robada, trobada o extreta de l'usuari ja sigui mitjançant l'extracció de l'historial d'un teclat, gravada mitjançant aparells de comunicació o copiada de notes deixades per oblit.
 
Exemples de contrasenyes febles inclouen les següents: administrador, 1234, "nom de l'usuari", xx/xx/xx - dates importants, ja que la majoria d'aquestes es troben en bases de dades o en diccionaris (dictionary search attack). Exemples de contrasenyes fortes serien les següents: tastywheeT34,  Partei@34!  i #23kLLflux. Aquestes contrasenyes són llargues i usen combinacions de lletres majúscules i minúscules, de nombres i de símbols. No poden trobar-se fàcilment en llistes de contrasenyes i són prou llargues per provocar que una recerca basta resulti poc pràctica en la major part dels casos. Cal notar que alguns sistemes no permeten símbols com #, @ i! en contrasenyes i són més difícils de trobar en alguns teclats dissenyats per a certs països. En aquests casos, afegir un o dos caràcters (lletra o nombre) pot oferir una seguretat equivalent. També és important observar que, a partir de la publicació a Internet d'aquest text que està vostè llegint, aquests exemples específics de contrasenyes ja no resultaran bones opcions: exemples de discussions públiques sobre contrasenyes són bons candidats per a incloure en les llistes de diccionaris per atacar sistemes.
El mètode més efectiu per generar contrasenyes és seleccionar suficients caràcters a l'atzar, encara que aquest tipus de contrasenyes són les més difícils de recordar. Alguns usuaris desenvolupen frases o paraules compostes que tenen lletres a l'atzar com inicials de diverses paraules. Una altra manera d'elaborar contrasenyes a l'atzar que siguin més memorables és usar paraules a l'atzar o síl·labes en lloc de lletres a l'atzar.
En ocasions es recomana l'ús de records personals, és a dir, elements o dades que siguin memorables per a una persona en particular però no per a altres. Per exemple: la contrasenya yt21cvpppv és difícil de recordar, però es deriva de la frase "Jo tenia 21 quan vaig visitar París per primera vegada", possiblement molt fàcil de recordar per a l'usuari que va viure aquesta experiència. No obstant això, si la primera visita a París va ser un fet molt transcendent per a un usuari en particular, és possible que una altra persona que conegui a aquest usuari i sàpiga de la importància que per a ell va tenir aquest viatge pugui endevinar més o menys fàcilment la contrasenya i, per tant, aquesta no seria una opció sensata per utilitzar com a contrasenya.
Segons Bruce Schneier, la contrasenya més utilitzada és password1.
Un estudi publicat el 2016 per una empresa de gestió de contrasenyes estatunidenca trobà les 25 contrasenyes més utilitzades:
1. 123456
2. 123456789
3. qwerty
4. 12345678
5. 111111
6. 1234567890
7. 1234567
8. password
9. 123123
10. 987654321
11. qwertyuiop
12. mynoob
13. 123321
14. 666666
15. 18atcskd2w
16. 7777777
17. 1q2w3e4r
18. 654321
19. 555555
20. 3rjs1la7qe
21. google
22. 1q2w3e4r5t
23. 123qwe
24. zxcvbnm
25. 1q2w3e

Durant dècades s'ha cregut que les contrasenyes dels sistemes informàtics per a ser segures devien incloure números, majúscules, minúscules i caràcters especials i que devien canviar-les regularment. L'autor de tal recomanació, Bill Burr, demanà disculpes el 2017 per haver dit tal cosa perquè creu que és fals. Les contrasenyes més segures són les que són llargues i que no es canvien regularment.

### Probabilitat que una contrasenya pugui ser recordada
Les contrasenyes més segures són llargues, i amb caràcters a l'atzar. Amb un mateix nombre de caràcters, la contrasenya serà més forta (oferirà més seguretat a l'usuari) si inclou una barreja de majúscules i minúscules, nombres i altres símbols (quan és possible utilitzar aquests últims). Desafortunadament, des de la perspectiva de seguretat, aquests tipus de contrasenya són els més difícils de recordar.
El forçar als usuaris a utilitzar contrasenyes creades 'a l'atzar' pel sistema assegura que la contrasenya no tindrà connexió amb l'usuari i, per tant, no podrà ser trobada en cap diccionari. Diversos sistemes operatius inclouen aquesta opció. Encara que és profitós des del punt de vista de seguretat, molts usuaris eviten tals mesures i la cooperació de l'usuari és generalment essencial per a un sistema de seguretat.
Els usuaris d'ordinadors solen rebre l'advertència a el sentit que "mai han d'escriure la contrasenya enlloc, sense excepció" i que "mai han de fer servir la contrasenya per a més d'un compte". Aquestes declaracions, encara que sonen bé en teoria, ignoren la realitat que un usuari d'ordinadors pot tenir dotzenes de comptes protegides per contrasenya. Tenen la conseqüència involuntària que molts usuaris seleccionen contrasenyes febles, fins i tot per comptes importants, i acaben per utilitzar la mateixa contrasenya en totes elles.
Si l'usuari escriu les contrasenyes en algun lloc per poder recordar-les posteriorment, no haurà de guardar-les en llocs obvis (agendes, sota dels teclats, al revers de les fotografies, etc.). La pitjor ubicació (i, però, la més comuna) és en una nota enganxada a l'ordinador. Les caixes amb cadenat per a objectes valuosos són una millor opció per al resguard d'informació important com les contrasenyes. Hi programari disponible per a ordinadors portables (palm, ordinadors portàtils molt petites) que emmagatzemen les contrasenyes de nombrosos comptes de manera xifrada. Una altra opció pot ser triar una sola contrasenya per a comptes de poca importància, i triar contrasenyes més rigoroses per a un menor nombre d'aplicacions rellevants com els comptes de  banc en línia.
En una conferència de seguretat en 2005, un expert de Microsoft va declarar: "  Crec que la política sobre contrasenyes hauria de dir que vostès hagin escriure les seves contrasenyes en algun lloc per recordar-les posteriorment. Jo tinc 68 contrasenyes diferents. Si no es em permet escriure-les en algun lloc, endevinin que és el que faré? vaig a fer servir la mateixa contrasenya en cadascuna de les meves comptes . "
Què és més desavantatjós? ¿Fer servir contrasenyes febles fàcils o usar contrasenyes fortes però escrites en algun lloc visible? Aquest dilema pot provocar un gran debat entre els experts. La seguretat pràctica requereix sovint arribar a un equilibri entre els requisits de conflicte i els factors humans.

### Probabilitat que una contrasenya sigui descoberta
Les contrasenyes poden ser descobertes mitjançant navegació a la xarxa, robatori, extorsió, violació, amenaces o altres mètodes. La cerca en els contenidors d'escombraries ha resultat ser fructífera en situacions on es rebutgen dades importants sense suficient precaució (com s'ha provat recentment amb el recent robatori d'identitats). El nombre de caràcters d'una contrasenya no només pot ser determinat a l'espiar la pantalla de l'usuari, sinó també en comptar el nombre de clics en teclejar una contrasenya. Una investigació publicada per IBM en 2004 mostra que cada tecla d'un teclat té un so distintiu, el que permet tonalitzar dades, incloses les contrasenyes, perquè puguin ser recuperades en analitzar enregistraments d'un dispositiu de so o  error  (vegeu Criptoanàlisi acústic).
El obtenir contrasenyes mitjançant manipulació psicològica dels usuaris és un exemple d'enginyeria social. Un atacant pot telefonar a un usuari i dir: "Hola, li parlem de Control de Sistemes. Estem fent una prova de seguretat. Pot proporcionar-me la contrasenya perquè puguem procedir?" Els administradors de sistema i altre personal de suport tècnic gairebé mai necessiten conèixer la contrasenya d'un usuari per poder fer els seus treballs. Els administradors de sistema amb privilegis d'"arrel" o fins i tot els seus superiors poden canviar les contrasenyes dels usuaris sense el seu permís, així que no tenen necessitat de requerir-. A més, aquests evitaran demanar les contrasenyes, precisament perquè no volen crear l'hàbit de revelar les contrasenyes a qualsevol.

## Altres alternatives per a control d'accés
Les nombroses maneres en què les contrasenyes reutilitzables poden comprometre la seguretat han impulsat el desenvolupament d'altres tècniques. Malauradament, cap s'ha tornat molt disponible universalment per als usuaris que busquen una alternativa més segura.
- Contrasenyes d'un sol ús: Tenir contrasenyes que solament són vàlides en una ocasió fa que els atacs potencials resultin ineficaços. Per a la majoria dels usuaris les contrasenyes d'un sol ús resulten extremadament inconvenients i, això no obstant, aquestes s'han implementat àmpliament a la banca personal en línia, on se'ls coneix com a tans. Ja que la majoria dels usuaris només realitzen un petit nombre de transaccions cada setmana, l'ús de contrasenyes d'un sol ús no ha generat insatisfacció en els usuaris en aquests casos.

Símbols de seguretatSón similars a les contrasenyes d'un sol ús, però el valor que s'ha d'ingressar apareix en un petit F.O.B., i aquest canvia cada minut.
Controls d'accésEs basen en la criptografia pública dominant, és a dir, SSH. Les claus necessàries són massa grans per memoritzar i s'han d'emmagatzemar en un ordinador local, en un símbol de seguretat o en un dispositiu de memòria portable, com per exemple en una memòria flash o en un disc flexible.
Mètodes biomètricsPermeten la personalització basant-se en característiques personals inalterables, tot i que actualment tenen altes taxes d'error i requereixen maquinari addicional per escaneig de trets corporals (per exemple, les empremtes digitals, l'Iris ocular, etc.). Un exemple d'això és l'aplicació mòbil  OneID , dissenyada per a sistemes  Single Sign-On .  Una coalició d'empreses anomenada  Aliança Fido, es dedica a proveir i subministrar solucions d'aquest tipus. Un exemple és YubiKey, produït per Yubico, una empresa afiliada a l'Aliança Fido. 
Verificació de dos passosConsisteix en l'ús d'un segon codi el qual és enviat per mitjà d'una trucada o un missatge de text a un telèfon mòbil proporcionat prèviament per l'usuari, d'aquesta manera l'única persona que pot accedir al compte és qui tingui la contrasenya i el telèfon mòbil on serà enviat el codi. Hi ha un inconvenient amb aquest mètode d'accés, ja que està subjecte a la disponibilitat del telèfon, és a dir, en cas de robatori, pèrdua o es trobi fora de l'àrea de cobertura no tindria el segon codi per ingressar. Una solució per a aquest inconvenient és tenir registrat un equip de confiança on no cal ingressar el segon codi i des d'aquest desactivar la verificació de dos passos. Llocs web que fan servir aquest tipus de mètode d'accés són Facebook i Google.
Mitjançant dispositius mòbilsHi ha aplicacions que permeten enviar una clau encriptada des d'un dispositiu mòbil a un ordinador d'escriptori. Contrasenya que el lloc web al qual s'ha tractat d'accedir pot reconèixer i acceptar, en lloc d'haver de escriure-la. Algunes d'elles són la desenvolupada per l'empresa nord-americana Cleff i l'anomenada  LaunchKey . 
Mitjançant ones cerebralsCientífics d'un laboratori de la Universitat de Califòrnia estan, a finals de 2013, treballant en un dispositiu que mesura les ones cerebrals i prescindeix de qualsevol altre mètode d'identificació. Aquest consisteix en un «auricular senzilles i econòmiques». 